# 広島テレビNEWS
『広島テレビNEWS』（ひろしまテレビニュース）は、広島テレビ（HTV）で平日の夜に放送されているローカルニュース番組である。2020年現在実際の放送でのタイトルは「広テレNews」、公式ウェブサイトの週間番組表では「広テレニュース」となっている。
オープニングムービーがあった時代には「広島テレビニュース」「広島テレビNEWS」「広テレNews」とタイトルとエンドクレジットの表記が変化したが、2021年現在はエンドクレジットのみの表記となっている。
地上デジタル放送ではハイビジョン放送を実施している。

## 概要
平日の夜には広島県内のニュースを一本と天気予報を放送。土曜日の夜と日曜日の夜には放送しない。日曜日の『Going!Sports&News』ローカル枠は日本テレビからの垂れ流し（関東ローカルニュース）となる。広島県内で選挙があった場合には選挙開票速報やHTV出口調査の結果を伝える。
1980年代後半には土曜日夕方にも放送していたが（名前は『広島テレビニュース』）、その後、夕方17時台 - 18時台に放送された報道特集番組『広島土曜ジャーナル』への内包、ローカルニュース単独番組『広島テレビニュース・プラス1サタデー』を経て、NNN全国ニュース（2020年現在は『news every.』）への内包扱いとなっている。
また、1980年代後半 - 1990年代前半には『NNNニューススポット』をローカルニュースに差し替えていたが、この場合のタイトルは『NNNニューススポット・広島テレビ』だった。
年末においては、12月最終週火曜・水曜16:43 - 16:53と、12月30日 17:25 - 17:30に放送される。ただし、12月31日には『NNNニュース』が放送されるので放送されない。また、通常日曜日にはレギュラー放送されているが、大晦日が日曜日の場合には特番放送のために放送休止となる。
過去に平日昼枠で放送していた頃は、オープニングとエンディングは昼用と夜用とで異なっていた。
2007年10月1日 - 2008年3月27日までは平日 13:55 - 14:00にも放送していたが、『情報ライブ ミヤネ屋』ネット拡大のために終了した。
2008年10月からは20:54 - 21:00にも放送を開始。元々この時間帯は『NNNニューススポット』が放送されていたが、日本テレビ側でこの枠を廃止したため、代わりにローカルニュースを放送。ただし平日のみで、土曜日と日曜日には『番組ラインナップ』を放送していた。
2020年現在は火曜・木曜・金曜のみの放送となった。月曜は21:00まで全国ネット番組の放送枠があり、日曜には天気予報が、それ以外では番宣番組が放送されている。

## 放送時間
いずれもJST。
- 月曜 - 金曜 20:54 - 21:00 （2008年10月13日 - ）
- ほか、『NNNストレイトニュース』でも県内ニュースを伝える。

### 過去の放送時間
- 月曜 - 金曜 13:55 - 14:00 （2007年10月1日 - 2008年3月28日）
- 日曜 21:54 - 22:00 （時期不明 - 2011年3月27日）
- 12月第5週火曜・水曜 16:43 - 16:53 （時期不明 - 2007年12月26日）